# 111 (Pabllo Vittar)
111 è il terzo album in studio del cantante brasiliano Pabllo Vittar, pubblicato nel 2020.
Contiene testi in tre lingue, ovvero portoghese, spagnolo e inglese.

## Tracce
1. Parabéns (with Psirico) – 2:16
2. Tímida (with Thalía) – 2:37
3. Lovezinho (featuring Ivete Sangalo) – 2:18
4. Amor de que – 2:37
5. Salvaje – 2:49
6. Flash Pose (featuring Charli XCX) – 2:32
7. Clima quente (with Jerry Smith) – 2:20
8. Ponte perra – 2:13
9. Rajadão – 2:37